# Arthur Floyer-Acland
Arthur Nugent Floyer-Acland, CB, DSO, MC (Geburtsname: Arthur Nugent Acland; * 7. September 1885; † 18. Februar 1980) war ein britischer Offizier der British Army, der als Generalmajor zwischen 1938 und 1940 Kommandierender General der 43rd (Wessex) Infantry Division sowie als Generalleutnant von 1940 bis 1942 Militärischer Sekretär des Kriegsministers war.

## Leben
Arthur Nugent Acland, Sohn von Hauptmann John Edward Acland und Norah Letitia Nugent Bankes, besuchte die Blundell’s School in Tiverton und begann danach seine Offiziersausbildung. Nach deren Abschluss wurde er als Leutnant (Second Lieutenant) in das Linieninfanterieregiment Royal Warwickshire Regiment übernommen und wechselte im Februar 1907 in das 5. Bataillon des Leichten Infanterieregiments Duke of Cornwall’s Light Infantry. Im Anschluss folgten zahlreiche Verwendungen als Offizier. Während des Ersten Weltkrieges wurde er sieben Mal aufgrund seiner militärischen Leistungen im Kriegsbericht erwähnt (Mentioned in dispatches). Für seine Verdienste wurde ihm 1915 das Military Cross (MC) und 1918 der Distinguished Service Order (DSO) verliehen. Nach Kriegsende schloss er 1921 die Ausbildung am Staff College Camberley ab und fand daraufhin auch Verwendung als Stabsoffizier in der British Army. 1928 änderte er aufgrund eines Testaments seinen Namen in Arthur Nugent Floyer-Acland. 1931 wurde er Kommandeur (Commanding Officer) des 1. Bataillons der Duke of Cornwall’s Light Infantry und war daraufhin zwischen 1934 und 1936 Assistierender Generaladjutant (Assistant Adjutant-General) im Kriegsministerium (War Office).
Im August 1936 wurde Floyer-Acland als Brigadegeneral (Brigadier) Kommandeur der 3. Indischen Brigade (der sogenannten 3rd Jhelum Infantry Brigade) und verblieb auf diesem Posten bis Dezember 1938. Er nahm in dieser Zeit an den Kämpfen gegen Aufständische in Wasiristan teil und war Kommandant der Truppen in dieser Bergregion sowie 1938 zeitweilig Kommandierender General der 50th (Northumbrian) Infantry Division. Nach seiner Beförderung zum Generalmajor (Major-General) löste er im Dezember 1938 Generalmajor Baptist Crozier als Kommandierender General (General Officer Commanding) der 43rd (Wessex) Infantry Division ab und verblieb in dieser Verwendung bis zu seiner Ablösung durch Generalmajor Arthur Ernest Percival im Februar 1940. 1940 wurde er Companion des Order of the Bath (CB). Zuletzt wurde er als Generalleutnant (Lieutenant-General) während des Zweiten Weltkrieges im Februar 1940 als Nachfolger von Generalleutnant George Giffard Militärischer Sekretär (Military Secretary) von Kriegsminister David Margesson. Er bekleidete dieses Amt bis Juni 1942 und wurde danach von Generalleutnant Colville Wemyss abgelöst. Am 16. Oktober 1942 trat Floyer-Acland offiziell in den Ruhestand. 1953 übernahm er das Amt des High Sheriff sowie 1957 des Deputy Lieutenant der Grafschaft Dorset.
Aus seiner 1913 geschlossenen Ehe mit Evelyn Stafford, die 1973 verstarb, ging Brigadegeneral Stafford Floyer-Acland hervor.